# Duncan Green
Duncan Eric Fredrik Green, född 13 januari 1961, är en svensk skådespelare. Green, vars far är britt, studerade vid Teaterhögskolan i Malmö 1985–1988.

## Filmografi
- 1987 – Sanning och konsekvens
- 1989 – Fallgropen
- 1991 – Under isen
- 1996 – Anna Holt - polis (TV-serie)
- 1998 – Aspiranterna (TV-serie)
- 1999 – Jakten på en mördare
- 1999 – S:t Mikael (TV-serie)
- 2000 – Före stormen
- 2000 – Rederiet (TV-serie)
- 2001 – Ensamrummet
- 2001 – Familjehemligheter
- 2005 – Aldrig en absolution
- 2006 – Heart
- 2007 – En tomtesaga
- 2009 – Natt på museet 2
- 2009 – Vampyrens död och oskulden
- 2009 – Wallander – Hämnden
- 2012 – Modig
- 2013 – Kommissarien och havet (TV-serie)
- 2015 – Jordskott (TV-serie)
- 2017 – Jordskott (TV-serie)
- 2018 – Kommissarien och havet (TV-serie)
- 2018–2020 – Leif & Billy (TV-serie)
- 2020 –  Rebecka Martinsson (TV-serie)

## Teater

### Roller (ej komplett)
| År   | Roll          | Produktion                                                                                              | Regi                  | Teater                |
| ---- | ------------- | --- | --------------------- | --------------------- |
| 1988 |               | Skandal i familjen (A small family business) Alan Ayckbourn                                             | Lennart Olsson        | Malmö stadsteater     |
| 1988 |               | Det enda rätta (The Real Thing) Tom Stoppard                                                            | Arne Strömgren        | Malmö stadsteater     |
| 1989 | Pojken        | I lodjurets timma Per Olov Enquist                                                                      | Eva Sköld             | Malmö stadsteater     |
| 1994 | Osvald Alving | Gengångare (Gengangere) Henrik Ibsen                                                                    | Ronnie Hallgren       | Malmö stadsteater     |
| 1995 |               | Hamlet William Shakespeare                                                                              | Staffan Valdemar Holm | Malmö stadsteater     |
| 1996 |               | Maria Magdalena (Maria Magdalene) Friedrich Hebbel                                                      | Katrine Wiedemann     | Malmö stadsteater     |
| 1996 |               | Timmen när vi inte visste något om varandra (Die Stunde da wir nichts voneinander wussten) Peter Handke | Kim Brandstrup        | Malmö stadsteater     |
| 1999 |               | Till Damaskus August Strindberg                                                                         | Katrine Wiedemann     | Göteborgs stadsteater |
| 2003 |               | Clandestino Mia Törnqvist                                                                               | Eva Molin             | Malmö stadsteater     |
| 2022 | Kostylev      | Natthärbärget (На дне, Na dne) Maksim Gorkij                                                            | János Szász           | Dramaten              |